# Deutsche Einband-Meisterschaft 1970/71

Veranstaltungsort: Gelsenkirchen

Die Deutsche Einband-Meisterschaft 1970/71 ist eine Billard-Turnierserie und fand vom 2. bis zum 4. April 1971 in Gelsenkirchen zum 18. Mal statt.

## Geschichte
Günter Siebert verteidigte in Gelsenkirchen seinen Titel aus dem Vorjahr. Der beste Akteur des Turniers war aber der Düsseldorfer Siegfried Spielmann, dem alle Turnierbestleistungen gelangen. Platz drei ging an den viermaligen Meister Norbert Witte.

## Modus
Gespielt wurde im Round Robin-Modus bis 200 Punkte.
Die Endplatzierung ergab sich aus folgenden Kriterien:
1. Matchpunkte
2. Generaldurchschnitt (GD)
3. Bester Einzeldurchschnitt (BED)
4. Höchstserie (HS)

## Teilnehmer (nach Ausgangsklassement)
1. Günter Siebert (BC Billardstudio Duisburg), Titelverteidiger (5,08)
2. Norbert Witte (BG Bottrop 24) (6,56)
3. Siegfried Spielmann (Düsseldorfer Bfr. 54) (5,91)
4. Peter Sporer (BSV München) (4,07)
5. Werner Naruhn (BC Gelsenkirchen-Feldmark 1934) (3,10)

## Turnierverlauf
| Name                | MP  | Pkte | Aufn. | ED   | HS |
| ------------------- | --- | ---- | ----- | ---- | -- |
| 1. Spielrunde       |     |      |       |      |    |
| Siegfried Spielmann | 2:0 | 200  | 43    | 4,65 | 37 |
| Peter Sporer        | 0:2 | 145  | 43    | 3,37 | 19 |
| Norbert Witte       | 2:0 | 200  | 52    | 3,84 | 18 |
| Werner Naruhn       | 0:2 | 196  | 52    | 3,76 | 18 |

| Name           | MP  | Pkte | Aufn. | ED   | HS |
| -------------- | --- | ---- | ----- | ---- | -- |
| 2. Spielrunde  |     |      |       |      |    |
| Günter Siebert | 2:0 | 200  | 57    | 3,50 | 20 |
| Werner Naruhn  | 0:2 | 184  | 57    | 3,22 | 20 |
| Norbert Witte  | 2:0 | 200  | 36    | 5,55 | 26 |
| Peter Sporer   | 0:2 | 90   | 36    | 2,50 | 13 |

| Name                | MP  | Pkte | Aufn. | ED   | HS |
| ------------------- | --- | ---- | ----- | ---- | -- |
| 3. Spielrunde       |     |      |       |      |    |
| Siegfried Spielmann | 2:0 | 200  | 29    | 6,89 | 32 |
| Werner Naruhn       | 0:2 | 84   | 29    | 2,89 | 19 |
| Günter Siebert      | 2:0 | 200  | 35    | 5,71 | 22 |
| Norbert Witte       | 0:2 | 190  | 35    | 5,42 | 23 |

| Name                | MP  | Pkte | Aufn. | ED   | HS |
| ------------------- | --- | ---- | ----- | ---- | -- |
| 4. Spielrunde       |     |      |       |      |    |
| Peter Sporer        | 2:0 | 200  | 45    | 4,44 | 38 |
| Werner Naruhn       | 0:2 | 176  | 45    | 3,91 | 28 |
| Günter Siebert      | 2:0 | 200  | 37    | 5,40 | 23 |
| Siegfried Spielmann | 0:2 | 123  | 37    | 3,32 | 14 |

| Name                | MP  | Pkte | Aufn. | ED    | HS |
| ------------------- | --- | ---- | ----- | ----- | -- |
| 5. Spielrunde       |     |      |       |       |    |
| Siegfried Spielmann | 2:0 | 200  | 20    | 10,00 | 56 |
| Norbert Witte       | 0:2 | 77   | 20    | 3,85  | 12 |
| Günter Siebert      | 2:0 | 200  | 63    | 3,17  | 15 |
| Peter Sporer        | 0:2 | 166  | 63    | 2,63  | 18 |

## Abschlusstabelle
| MP    | Match Points (Sieger = 2; Unentschieden = 1; Verlierer = 0) |
| Pkte. | Erzielte Karambolagen                                       |
| Aufn. | Benötigte Versuche                                          |
| GD    | Generaldurchschnitt                                         |
| BED   | Bester Einzeldurchschnitt eines Spielers                    |
| HS    | Höchstserie                                                 |
|       | Bester GD des Turniers                                      |
|       | Bester ED des Turniers                                      |
|       | Beste HS des Turniers                                       |
|       | 1. Platz (Gold)                                             |
|       | 2. Platz (Silber)                                           |
|       | 3. Platz (Bronze)                                           |

| Endklassement             | Endklassement       | Endklassement | Endklassement | Endklassement | Endklassement | Endklassement | Endklassement | Endklassement | Endklassement |
| Platz                     | Name                | MP            | Pkte.         | Aufn.         | GD            | BED           | HS            |               |               |
| ------------------------- | ------------------- | ------------- | ------------- | ------------- | ------------- | ------------- | ------------- | ------------- | ------------- |
| 1                         | Günter Siebert      | 8:0           | 800           | 192           | 4,16          | 5,71          | 23            |               |               |
| 2                         | Siegfried Spielmann | 6:2           | 723           | 129           | 5,60          | 10,00         | 56            |               |               |
| 3                         | Norbert Witte       | 4:4           | 667           | 143           | 4,66          | 5,55          | 26            |               |               |
| 4                         | Peter Sporer        | 2:6           | 601           | 187           | 3,21          | 4,44          | 38            |               |               |
| 5                         | Werner Naruhn       | 0:8           | 640           | 183           | 3,49          | –             | 28            |               |               |
| Turnierdurchschnitt: 4,11 |                     |               |               |               |               |               |               |               |               |